# Монтеферарио II (Бјела)
Монтеферарио II је насеље у Италији у округу Бијела, региону Пијемонт.
Према процени из 2011. у насељу је живело 57 становника. Насеље се налази на надморској висини од 245 м.